# Le Mesnil-Aubert
Le Mesnil-Aubert és un municipi francès situat al departament de la Manche i a la regió de Normandia. L'any 2007 tenia 156 habitants.

## Demografia

### Població
El 2007 la població de fet de Le Mesnil-Aubert era de 156 persones. Hi havia 62 famílies de les quals 16 eren unipersonals (4 homes vivint sols i 12 dones vivint soles), 17 parelles sense fills, 21 parelles amb fills i 8 famílies monoparentals amb fills.
La població ha evolucionat segons el següent gràfic:
Habitants censats

### Habitatges
El 2007 hi havia 84 habitatges, 68 eren l'habitatge principal de la família, 9 eren segones residències i 7 estaven desocupats. 82 eren cases i 1 era un apartament. Dels 68 habitatges principals, 43 estaven ocupats pels seus propietaris, 23 estaven llogats i ocupats pels llogaters i 2 estaven cedits a títol gratuït; 1 tenia una cambra, 3 en tenien dues, 12 en tenien tres, 21 en tenien quatre i 30 en tenien cinc o més. 52 habitatges disposaven pel capbaix d'una plaça de pàrquing. A 24 habitatges hi havia un automòbil i a 35 n'hi havia dos o més.

### Piràmide de població
La piràmide de població per edats i sexe el 2009 era:
| Homes | Edats   | Dones |
| ----- | ------- | ----- |
| 0     | 95 o +  | 0     |
| 0     | 90 a 94 | 0     |
| 0     | 85 a 89 | 0     |
| 4     | 80 a 84 | 0     |
| 0     | 75 a 79 | 0     |
| 8     | 70 a 74 | 8     |
| 8     | 65 a 69 | 8     |
| 4     | 60 a 64 | 0     |
| 4     | 55 a 59 | 4     |
| 4     | 50 a 54 | 4     |
| 4     | 45 a 49 | 8     |
| 0     | 40 a 44 | 0     |
| 4     | 35 a 39 | 0     |
| 8     | 30 a 34 | 4     |
| 16    | 25 a 29 | 8     |
| 0     | 20 a 24 | 4     |
| 0     | 15 a 19 | 0     |
| 4     | 10 a 14 | 8     |
| 0     | 5 a 9   | 12    |
| 0     | 0 a 4   | 12    |

## Economia
El 2007 la població en edat de treballar era de 94 persones, 63 eren actives i 31 eren inactives. De les 63 persones actives 57 estaven ocupades (34 homes i 23 dones) i 6 estaven aturades (4 homes i 2 dones). De les 31 persones inactives 9 estaven jubilades, 6 estaven estudiant i 16 estaven classificades com a «altres inactius».

### Ingressos
El 2009 a Le Mesnil-Aubert hi havia 65 unitats fiscals que integraven 144,5 persones, la mediana anual d'ingressos fiscals per persona era de 14.144 €.

### Activitats econòmiques
L'únic establiment que hi havia el 2007 era d'una empresa de construcció.
L'únic servei als particulars que hi havia el 2009 era una lampisteria.
L'any 2000 a Le Mesnil-Aubert hi havia 19 explotacions agrícoles que ocupaven un total de 495 hectàrees.

## Poblacions més properes
El següent diagrama mostra les poblacions més properes.